# Moncheca
Moncheca is een geslacht van rechtvleugeligen uit de familie sabelsprinkhanen (Tettigoniidae). De wetenschappelijke naam van dit geslacht is voor het eerst geldig gepubliceerd in 1869 door Walker.

## Soorten
Het geslacht Moncheca omvat de volgende soorten:
- Moncheca bisulca Saint-Fargeau & Serville, 1825
- Moncheca elegans Giglio-Tos, 1898
- Moncheca parva Bolívar, 1903
- Moncheca pretiosa Walker, 1869
- Moncheca spinifrons Saussure & Pictet, 1898
- Moncheca viridis Redtenbacher, 1891